# مج بلیک
مَج بلیک (انگلیسی: Madge Blake؛ زاده ۳۱ مهٔ ۱۸۹۹ – درگذشته ۱۹ فوریهٔ ۱۹۶۹) یک هنرپیشه اهل ایالات متحده آمریکا بود.
وی خواهرزادهٔ هنرپیشهٔ آمریکایی میلبورن استون بود.
بلیک عمدتاً به دلیل بازی در نقش عمه هریت کوپر در بتمن (مجموعه تلویزیونی) و بتمن (فیلم ۱۹۶۶) شناخته می شود.

## گزیدهٔ آثار

### سینما
- بچه‌ها دنبالم بیاین (۱۹۶۶)
- بتمن (۱۹۶۶)
- واگن دسته موزیک (۱۹۵۳)
- بد و زیبا (۱۹۵۲)
- آواز در باران (۱۹۵۲)
- یک آمریکایی در پاریس (۱۹۵۱)
- ام (۱۹۵۱)
- دنده آدام (۱۹۴۹)

### تلویزیون
- بتمن (۱۹۶۶–۱۹۶۷)